# In der Vahr
Die Straße In der Vahr ist eine zentrale Durchgangsstraße Straße in Bremen, Stadtteil Vahr, Ortsteile Gartenstadt Vahr und Neue Vahr-Süd-West. Sie führt in Nordwest-Südost-Richtung von der Bürgermeister-Spitta-Allee bis zur Vahrer Straße.
Sie gliedert sich in die Teilbereiche
- Bürgermeister-Spitta-Allee bis Kurt-Schumacher-Allee und
- Kurt-Schumacher-Allee bis Vahrer Straße.

Die Quer- und Anschlussstraßen wurden u. a. benannt als Bürgermeister-Spitta-Allee nach dem Politiker (DDP, BDV und FDP), Bürgermeister und Senator in Bremen Theodor Spitta (1873–1969), Kurfürstenallee 1910 nach den ursprünglich (1257) sieben und zuletzt zehn (1803) Kurfürsten des Heiligen Römischen Reiches, die das Recht zur Königswahl hatten, Richard-Boljahn-Allee 1993 nach dem Politiker (SPD), Gewerkschafter (DGB) und Unternehmer (Gewoba) Richard Boljahn (1912–1992), Sonneberger Straße nach der Stadt in Thüringen, Julius-Brecht-Allee nach dem Politiker (SPD), Kurt-Schumacher-Allee nach dem Sozialdemokraten und ersten SPD-Bundesvorsitzenden Kurt Schumacher (1895–1952), Schneverdinger Straße nach der Stadt bei Soltau und Vahrer Straße nach dem Stadtteil; ansonsten siehe beim Link zu den Straßen.

## Geschichte
Die Straße In der Vahr war ursprünglich ein Teil der Vahrer Straße, die von der Sebaldsbrücker bis zur Schwachhauser Heerstraße reichte. Um 1953 wurde der nördliche Teil abgetrennt und erhielt dem Namen In der Vahr. Um 1970 wurde auch davon wieder der nördliche Teil abgetrennt und erhielt den Namen
Bürgermeister-Spitta-Allee. Seitdem heißt nur der mittlere Teil der ursprünglichen Straße In der Vahr.

### Entwicklung
Hier befand sich die südliche Grenzen des Hollerlandes. Die Kulturlandschaft Hollerland hatte seine Nordgrenze an der Wümme. Die Grenzen des Hollerlandes wurden nach Süden und Südwesten als Landwehr um das Dorf Osterholz am Vahrer Fleth gesichert (heute am Straßenzug Vahrer Straße – In der Vahr – Bürgermeister-Spitta-Allee zu erkennen). Das Vahrer Fleet lag westlich der Straße und war bis mindestens 1910 ein Teil der Kleinen Wümme. Spätestens 1920 wurde diese verlegt und das Vahrer Fleet an beiden Enden zugeschüttet. Es ist noch heute vorhanden und teilweise verrohrt. Seit der Straßenverbreiterung beim Bau der Gartenstadt Vahr in den späten 1950er Jahren liegt es in der Straßenmitte.
Das Gebiet der heutigen Vahr war bis 1956 fast unbebaut. Es gab nur wenige Höfe, diese standen an der Ostseite der heutigen Straße. Das letzte Bauernhaus, dessen Ecke auf die Fläche des heutigen Fuß- und Radweges ragte, wurde erst im Winter 1977/78 abgerissen. 
Die Vahr (1167 Vare, später Voren; Fuhren = Furche) ist ein sehr junger Stadtteil von Bremen. Die Gartenstadt Vahr wurde ab 1956 städtebaulich von Ernst May (Neue Heimat, Hamburg) für die Gewoba geplant; später kamen bei der Planung die Architekten Max Säume und Günther Hafemann (beide Bremen) als Planer hinzu. Danach fand die Realisierung des Wohnbauprojektes bis um 1960 statt. In der Vahr wurden von 1954 bis 1964 rund 14.000 u. a. sozial geförderte Wohnungen in der Großwohnsiedlung für über 33.000 Einwohner gebaut. Bauherr für viele Wohnungen war die Gewoba.
An der Straße wurde 1938 die Kaserne Vahr gebaut. Ab 1945 war hier ein Aufnahmelager und von 1958 bis 1994 wieder eine Kaserne. Seit 1999 ist hier der zentrale Sitz der Bremer Polizei. 
1958 und 1962 wurde die Grund- und Hauptschule gebaut.

### Verkehr
Im Nahverkehr in Bremen wird die Straße seit 1949 von der Buslinie 21 (heute Sebaldsbrück ↔ Universität-Nord) durchfahren.
Die Straßenbahn Bremen tangiert die Straße seit 1967 mit der Linie 1 (heute Huchting – Mahndorf).

## Gebäude und Anlagen
An der Straße stehen zwei- bis dreigeschossige Gebäude.
Erwähnenswerte Gebäude und Anlagen
- Nr. 64: 1-gesch. Geschäftshaus mit einem weißen Walmdach
- Nr. 66: 3-gesch. Bürohaus von um 2000
- Nr. 53 bis 63: Gewerbebauten
- Nr. 65: 3-gesch. Bau der Paracelsus-Klinik Bremen, früher die Kurfürstenklinik
- Nr. 76: 3-gesch. Gebäudeanlage als Polizeipräsidium und Polizeidirektion der Bremer Polizei; die Altbauten mit Walmdächern waren Bestandteil der Kaserne Vahr von 1938, die seit 1999 mit den Neubauten von der Polizei genutzt werden.
- Ecke Kurt-Schumacher-Allee 1b: 5-gesch. Wohnhausanlage
- Nr. 75: 2-gesch. Gebäudeanlage von 1958 mit Pavillons der Grundschule in der Vahr mit um 240 Schülern (2018); gebaut 1958 und 1962 nach Plänen von Max Säume und Günther Hafemann
- Nr. 78 und 80: 2-gesch. Reihenhäuser
- Nr. 86: 1-gesch. Walmdachhaus eines Pferdezuchtbetriebes mit Weiden